# Walter Hofer
Walter Hofer, właśc. Johann Hofer (ur. 25 lutego 1955 w Seeboden am Millstätter See) – austriacki działacz sportowy, były dyrektor Pucharu Świata w skokach narciarskich i kombinacji norweskiej.

## Życiorys
Johann Hofer urodził się w małej alpejskiej miejscowości – Seeboden am Millstätter See. Został ochrzczony pod imieniem Walter. Studiował nauki sportowe – jest doktorem Uniwersytetu Salzburskiego. Karierę w skokach narciarskich rozpoczął na stanowisku fizjoterapeuty w reprezentacjach Austrii i Niemiec.
W 1992 Międzynarodowa Federacja Narciarska powierzyła mu nowo utworzoną funkcję dyrektora Pucharu Świata w skokach narciarskich. Zastąpił wówczas Torbjørna Yggesetha, twórcę Pucharu Świata i przez trzynaście lat szefa konkursów skoków FIS, którego rolą była m.in. koordynacja współpracy federacji z organizatorami zawodów. Asystentem Waltera Hofera był były czeski skoczek Borek Sedlák, który zastąpił na tym stanowisku srebrnego medalistę olimpijskiego w skokach narciarskich z Calgary – Mirana Tepeša.
Odkąd Walter Hofer został wybrany dyrektorem zawodów Pucharu Świata, w konkursach tej rangi zaszło dużo zmian, które miały na celu zwiększenie popularności i widowiskowości skoków narciarskich. Do zmian, które nastąpiły za czasu dyrektury Hofera należą: zmiana sposobu przeprowadzania transmisji telewizyjnych, rozwój skoków narciarskich w krajach, w których nie mają one długiej tradycji, a także wprowadzenie systemu kompensacji punktowej za zmienioną platformę startową i warunki wietrzne.
W czerwcu 2008, podczas kongresu Międzynarodowej Federacji Narciarskiej w Kapsztadzie, Walter Hofer został wybrany także dyrektorem Pucharu Świata w kombinacji norweskiej. W 2018 ogłosił, że sezon 2019/2020 będzie jego ostatnim w roli dyrektora Pucharu Świata w skokach narciarskich.
Obecnie jest konsultantem przy pracach nad planem organizacji konkursów skoków narciarskich na igrzyskach olimpijskich w Val di Fiemme, które odbędą się w 2026 roku.